# Slag om Kos
De Slag om Kos was een korte slag tussen Britse en Italiaanse troepen enerzijds en Duitse troepen anderzijds om de controle over het eiland Kos. De slag maakte deel uit van een groter Duits offensief om de Griekse eilandengroep Dodekanesos in handen te krijgen.

## Achtergrond
Met de capitulatie van Italië in september 1943 werden Duitse troepen die op de Balkan gelegerd waren, naar gebieden gestuurd die onder controle stonden van Italië. In dezelfde periode trachtten de geallieerden de controle te krijgen over de Dodekanesos. Deze eilandengroep was onder controle van Italië en waren strategisch gelegen in de Egeïsche Zee. Vanaf deze eilanden wilde Winston Churchill de Duitse posities op de Balkan aanvallen en hopen op steun van het neutrale Turkije aan geallieerde zijde.

## Britse landingen
Het grootste eiland van de Dodekanesos, Rodos, werd vroegtijdig ingenomen door een Duitse brigade. Desondanks landden de Britten op enkele andere, kleinere eilanden, zoals Kos en Leros. Vanaf deze eilanden wilden de Britten samen met de Italianen de Duitse stellingen op Rodos aanvallen. Op 13 september 1943 bombardeerden Lancasters Rodos en ondertussen landden Britse troepen op Kos om de haven van Kos en de luchthaven bij Antimachia te bezetten. In de nacht van 14 op 15 september sprongen 120 parachutisten nabij het vliegveld. Aldaar werden ze verwelkomd door de reeds gelegerde Italiaanse troepen. In de dagen erna werden de troepen bevoorraad en aangevuld, zodat er circa 1.388 Britse en 3.500 Italiaanse soldaten op het eiland waren.

## Duits luchtbombardement
Vanaf 18 september begon de Duitse aanval op het eiland met luchtbombardementen. Hiervoor zetten zij de Messerschmitt 109 en Junkers Ju 88 in en hadden wisselend succes. Zuid-Afrikaanse Spitfires leidden de luchtverdediging bij het eiland. Het vliegveld bij Antimachia was na bombardementen tijdelijk onbruikbaar, waardoor de bevoorradingen een halt toe werden geroepen. Eveneens werden enkele Dakota's beschadigd en een andere Dakota belandde in zee. De Britse inzittenden werden gered, maar geïnterneerd in het neutrale Turkije.
De Luftwaffe vergrootte het aantal vliegtuigen in de regio tot een aantal van 360. Dwight Eisenhower besloot dat het aantal geallieerde vliegtuigen in de regio niet werd vergroot, waardoor de Duitsers de overmacht in de lucht kregen. De geallieerde verliezen waren aanzienlijk en de voorraden niet erg groot. Daarbij kwam dat het rotsachtige terrein op Kos het niet mogelijk maakte voor de militairen om zich in te graven tegen de bombardementen. De tijd voor het bouwen van versterkte locaties was er niet meer. Hierop werd besloten om de Britse parachutisten terug te trekken op 25 september, waarbij andere Britse troepen wel achterbleven.

## Duitse landingen
Op 1 oktober 1943 verzamelden een groot aantal schepen bij de Kretenzische havens, welke de volgende dag in een groep richting het noordnoordoosten vertrokken, richting het eiland Milos. Terwijl Britse Dakota's weer versterkingen brachten naar Kos, kwam het bericht door dat 10 Duitse vaartuigen richting Kos voeren voor een invasie. Deze vervoerden onder andere delen van de 22e Infanteriedivisie van Kreta en special forces die van het Griekse vasteland kwamen. Zij stonden onder bevel van Friedrich-Wilhelm Müller.
Om 04.30 op 3 oktober begon de invasie van Kos met landingen bij Marmari en Tigaki aan de noordkust en bij Kamari in het westen van het eiland. Parachutisten landden rondom Antimachia. Rond het middaguur waren reeds 1200 Duitse infanteristen geland vanuit zee en 1500 Duitse parachutisten. Met hulp van duikvluchten uitgevoerd door Junkers Ju 87's konden de Duitsers terrein winnen en in de middag was Antimachia in handen van de Duitsers. Gedurende de middag werden de Duitse troepen aangevuld tot een aantal van 4000 soldaten.
De Britten en Italianen boden weerstand maar konden de Duitse troepen niet lang tegenhouden. 1.388 Britten en 3.145 Italianen werden krijgsgevangen gemaakt. De Italiaanse commandant Felice Leggio en 90 officieren werden vervolgens afgezonderd en doodgeschoten naar aanleiding van Adolf Hitlers bevel van 11 september, waarin was verklaard dat alle Italiaanse commandanten die tegen de Duitsers zouden vechten, doodgeschoten moesten worden. Duitse rapporten zeiden dat er 600 Britten en 2500 Italianen gevangen waren genomen. In de nacht van 4 op 5 oktober wist een aantal Britse soldaten te ontsnappen naar omliggende eilanden.

## Nasleep
Het verlies van de slag om Kos had gevolgen voor de Britse operaties bij de eilandengroep Dodekanesos. Vanwege het gebrek aan vliegtuigen, konden de geallieerde troepen ook de nabijgelegen eilanden niet onder controle houden. Zo viel een maand later Leros in Duitse handen en had Duitsland aan het einde van november de hele eilandengroep in handen.